# آپارشاکتی کورانا
آپارشاکتی کورانا (به انگلیسی: Aparshakti Khurana) (زاده ۱۸ نوامبر ۱۹۸۷) بازیگر هندی است.
از کارهای معروف او می‌توان به بازی در فیلم قایم‌موشک، برنج و لوبیا، ما دوتا، دوتامون، شوهر، همسر و اون، سی‌تی‌آرال، زن و زن ۲ اشاره کرد.